# Leuenberger Texte
Die Leuenberger Texte sind eine Buchreihe, die seit 2012 bei der Evangelischen Verlagsanstalt erscheint. Von 1995 bis 2012 erschien sie im Verlag Otto Lembeck in Frankfurt am Main. Die Leuenberger Texte werden im Auftrag der Leuenberger Kirchengemeinschaft, bzw. seit 2003 der Gemeinschaft Evangelischer Kirchen in Europa (GEKE) herausgegeben und sollen deren Lehrgesprächsergebnisse und Konsultationen dokumentieren.
Herausgeber ist der jeweilige Generalsekretär der Gemeinschaft Evangelischer Kirchen in Europa, 1995–2006 Wilhelm Hüffmeier, 2007–2018 Michael Bünker, seit 2019 Mario Fischer.
Die Buchreihe ist zweisprachig (deutsch/englisch). Bislang sind sechzehn Bände erschienen:
1. Michael Bünker, Martin Friedrich (Hrsg.): Die Kirche Jesu Christi/The Church of Jesus Christ. 5. Aufl. 2018 (1. Aufl. 1995).
2. Wilhelm Hüffmeier (Hrsg.): Sakramente, Amt, Ordination/Sacraments, Ministry, Ordination. 1995.
3. Wilhelm Hüffmeier (Hrsg.): Evangelische Texte zur ethischen Urteilsfindung/Protestant Texts on Ethical Decision-Making. 1997.
4. Wilhelm Hüffmeier, Colin Podmore (Hrsg.): Leuenberg, Meissen und Porvoo. Konsultation zwischen den Kirchen der Leuenberger Kirchengemeinschaft und den an der Meissener Erklärung und der Porvoo-Erklärung beteiligten Kirchen. 1996.
5. Wilhelm Hüffmeier (Hrsg.): Das christliche Zeugnis von der Freiheit/The Christian Witness on Freedom. 1999.
6. Helmut Schwier (Hrsg.): Kirche und Israel/Church and Israel. 2001.
7. Wilhelm Hüffmeier (Hrsg.): Kirche – Volk – Staat – Nation/Church – People – State – Nation. 2002 (2. Auflage, hrsg. von Mario Fischer und Martin Friedrich, 2019).
8. Wilhelm Hüffmeier, Viorel Ionița (Hrsg.): Konsultation zwischen der Konferenz Europäischer Kirchen (KEK) und der Leuenberger Kirchengemeinschaft (LKG) zur Frage der Ekklesiologie/Consultation between the Conference of European Churches (CEC) and the Leuenberg Church Fellowship (LCF) on Ecclesiology. 2004.
9. Wilhelm Hüffmeier, Anthony Peck (Hrsg.): Dialog zwischen der Europäischen Baptistischen Föderation (EBF) und der Gemeinschaft Evangelischer Kirchen in Europa (GEKE) zur Lehre und Praxis der Taufe/Dialogue between the Community of Protestant Churches in Europe (CPCE) and the European Baptist Federation (EBF) on the Doctrine and Practice of Baptism. 2005.
10. Michael Bünker, Martin Friedrich (Hrsg.): Gesetz und Evangelium. Eine Studie, auch im Blick auf die Entscheidungsfindung in ethischen Fragen/Law and Gospel. A study, also with references to decision-making in ethical questions. 2007.
11. Michael Beintker, Martin Friedrich, Viorel Ionita (Hrsg.): Konsultationen zwischen der Konferenz Europäischer Kirchen (KEK) und der Gemeinschaft Evangelischer Kirchen in Europa (GEKE)/Consultations between the Conference of European Churches (CEC) and the Community of Protestant Churches in Europe (CPCE). 2008.
12. Michael Beintker, Viorel Ionița, Jochen Kramm (Hrsg.): Die Taufe im Leben der Kirchen. Dokumentation eines orthodox-evangelischen Dialogs in Europa/Baptism in the Life of the Churches. Documentation of an orthodox-protestant dialogue in Europe. 2011.
13. Mario Fischer, Martin Friedrich (Hrsg.): Amt, Ordination, Episkopé und theologische Ausbildung / Ministry, ordination, episkopé and theological education. 2. erw. Aufl. 2020 (1. Aufl. 2013).
14. Michael Bünker (Hrsg.): Schrift – Bekenntnis – Kirche/Scripture – Confession – Church. 2013.
15. Michael Bünker, Frank-Dieter Fischbach, Dieter Heidtmann (Hrsg.): Evangelisch in Europa. Sozialethische Beiträge/Protestant in Europe. Social-ethical Contributions. 2013.
16. Mario Fischer, Martin Friedrich (Hrsg.): Kirchengemeinschaft. Grundlagen und Perspektiven / Church Communion. Principles and Perspectives. 2019.